# Арджа, Сабих
Саби́х Арджа (тур. Sabih Arca; 1901, Стамбул — 24 апреля 1979 или 1981, Стамбул) — турецкий футболист, играл на позиции полузащитника. Участник Олимпийских игр (1924, 1928).

## Биография

### Клубная карьера
Всю футбольную карьеру Арджа играл за «Фенербахче», за который в общей сложности сыграл 215 матчей и забил 64 гола. В составе «жёлтых канареек» Байдар выиграл два раза Стамбульскую лигу в 1921 и 1923 годах.

### Карьера в сборной
Дебютировал в сборной Турции 26 октября 1923 года в матче со сборной Румынии; матч завершился со счётом 2:2.
В составе сборной Турции принимал участие на олимпийском футбольном турнире 1924 года и олимпийском футбольном турнире 1928 года, но на поле не выходил. Всего за сборную Турции сыграл 9 матчей и забил 3 гола.

### Смерть
Скончался 24 апреля 1979 года, но некоторые источники указывают дату смерти как 1981 год.

## Достижения
«Фенербахче»
- Чемпион Стамбульской лиги (2): 1920/21, 1922/23